# Bolitoglossa borburata
Bolitoglossa borburata (tên tiếng Anh: Salamandra Costera) là một loài kỳ giông thuộc họ Plethodontidae.
Đây là loài đặc hữu của Venezuela.
Môi trường sống tự nhiên của chúng là vùng núi ẩm nhiệt đới hoặc cận nhiệt đới.